# 华东师范大学
华东师范大学（英語：East China Normal University），简称华师大或华东师大，是一所位于中国上海市的公立研究型大学，1951年由大夏大学和光华大学合并而成，是中华人民共和国创办的第一所师范大学。在1952年院系调整中，圣约翰大学主要院系并入。1972年更名为上海师范大学，1980年恢复原校名。
华东师范大学是中华人民共和国顶尖高校之一，是“双一流A类”和原“985工程”、原“211工程”重点建设大学，是中国教育部直属，由教育部和上海市共同建设。截至2019年7月，学校拥有闵行和中山北路两个校区，并正在上海崇明区筹建崇明校区，设有4个学部，30个全日制学院，4个书院，8个实体研究院，2个国家重点实验室，2个管理型书院，3家直属附属医院，另有国家设在学校的教育部中学校长培训中心。

## 校史

### 前身

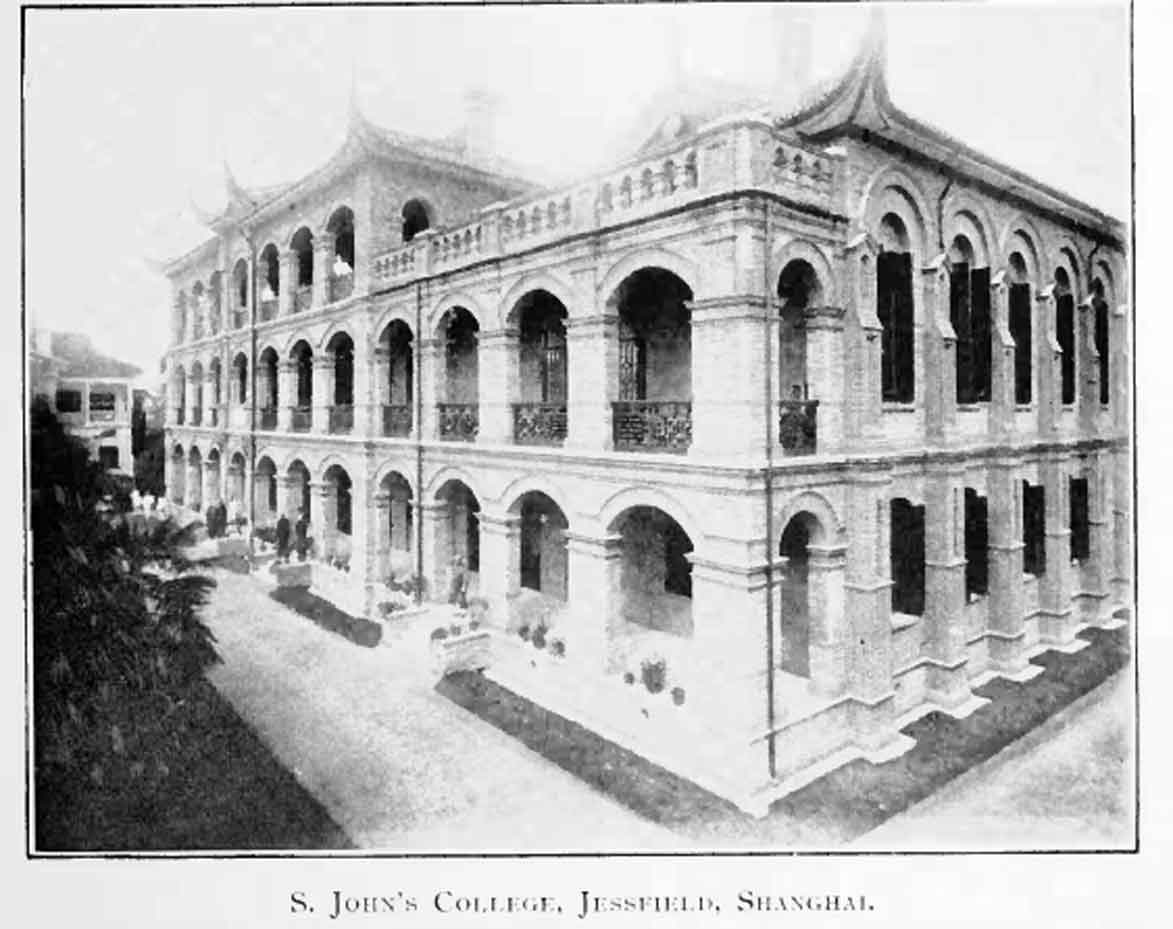
聖約翰大學旧址，曾是华东师范大学分部所在地

1946年大夏大学西迁纪念碑立碑照

华东师范大学的办学历史最早可追溯到创建于1879年的上海圣约翰大学。圣约翰大学由美国圣公会主教施约瑟创办，初名圣约翰书院，设西学、国学和神学三门，1892年起正式开设大学课程。1905年，圣约翰书院正式升格为大学，并在美国首都华盛顿注册，设文学院、理学院、医学院、神学院四所大学学院以及一所附属预科学校，成为获得美国政府认可的在华教会学校。1881年学校的英语老师卜舫济开始完全用英语授课，使圣约翰大学成为中国首座全英语授课的学校，圣约翰大学同时是最早向中国提供了心理学、新闻学和商贸学教育和研究生学位的高等学府，中国最早的专业足球和篮球队、近代中国第一个校友会组织也均在此诞生。
1925年，五卅运动爆发，以圣约翰大学国文部主任孟宪承教授为首的数百名师生宣布脱离圣约翰，另立光华大学以表达对爱国运动的支持。光华大学以“培养高尚人格，激发国家观念”为宗旨，提倡“读书运动与爱国运动并进”。从圣约翰大学辞职的19位中国教师作为光华初期的教学骨干，另有许多博学人士纷纷前来光华任教。首任校长是张寿镛，文学院长是张东荪，中国文学系系主任是钱基博，政治学系系主任是罗隆基，教育系系主任是廖世承，社会学系系主任是潘光旦。胡适、徐志摩、厉麟似、吴梅、卢前、蒋维乔、黄任之、江问渔、吕思勉、王造时、彭文应、周有光、钱钟书等人都曾在光华大学任教，是当时中国的自由主义知识分子云集的一所私立大学。
光华大学成立的前一年，福建厦门大学当局处事不当，导致罢课学潮，后校当局又庇护殴伤学生的肇事者，并无故开除多位学生及教授。1924年6月，三百多师生离校北迁上海，在原国民政府交通部长王伯群与前厦门大学教授欧元怀、王毓祥、傅式说等人的帮助下成立了私立大夏大学，校园以“建筑宏伟，环境优美”著称，是当时中国高校中第一所全面推行导师制的大学。教员包括郭沫若、田汉、朱经农、马君武、邵力子、厉麟似、徐志摩等著名学者，时有“东方哥伦比亚大学”之称号。
抗日战争爆发后，上海高等学校纷纷内迁。其中，光华大学将部分院系内迁入四川，成立了“私立光华大学成都分部”。大夏大学则与复旦大学组成联合大学，以复旦为主体的联大第一部由吴南轩负责，大夏大学的吴泽霖任教务长，迁往庐山；以大夏大学为主体的联大第二部由欧元怀负责，复旦的章益为教务长，迁往贵阳；两校学生则按自愿原则，自择一校就读。教育部部长王世在1937年9月批准了联合大学方案，学校于10月25日在江西庐山牯岭正式开学上课，成为中国抗战时期的第一所联合大学，早于国立西南联合大学。联大分开后，大夏大学先后在贵阳讲武堂和赤水文昌宫办学，直至1946年迁回上海。
1949年解放军控制上海全境，大夏大学部分师生南下香港，在香港复校，定名光夏书院。以圣约翰大学为代表的教会大学和以大夏大学、光华大学为代表的私立院校陆续被共产党接管和改造，成为华东师范大学的建校基础。

### 建校初期和院系调整（1951-1966年）

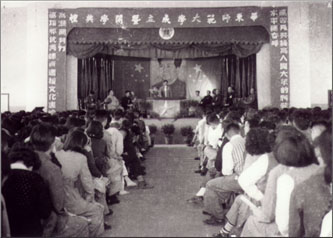
1951年10月16日华东师范大学成立暨开学典礼

20世纪50年代初期，在中华人民共和国建国初期创建新的高等教育体制的背景下，中央人民政府教育部决定将私立大夏大学、光华大学合并，创立一所独立的综合性师范大学。时任大夏大学校长欧元怀首先表示拥护，并在宣布改制的大会上代表校董事会和学生发言，拥护政府决定，一切遵照办理。
1951年7月13日，中央人民政府教育部批准成立华东师范大学的消息在《解放日报》上发表，决定先设立中文、外文、教育、历史、地理、数学、物理、化学、生物、音乐、体育等11个系。7月24日，华东师范大学筹备委员会成立，陈琳瑚、曹未风、凌彦、刘侠任、廖世承、欧元怀、刘佛年、朱世和、黄健霭9人为常务委员。
学校原定于1951年10月1日举行成立暨开学典礼，后推迟2周。10月16日，以大夏大学原址为校址，以大夏大学、光华大学为基础，加上复旦大学、同济大学、沪江大学、东亚体育专科学校等学校的相关科系合并成立的华东师范大学举行成立暨开学典礼。由华东军政委员会教育部部长孟宪承兼任校长，调山东省教育厅副厅长孙陶林任第一副校长，原光华大学校长廖世承担任第二副校长，原大夏大学校长欧元怀任副总务长，书法家舒同题写了新校校名。次年4月19日，中央人民政府正式发出正副校长任命通知。
1952年，中国高等教育体系仿照苏联社会主义模式进行院系调整。根据教育部的指示，华东教育部以华东师大为扶持重点，对华东地区的高校进行了全面的院系调整。9月，圣约翰大学的理学院、教育系、中文系，浙江大学地理系，沪江大学教育、社会系，上海大同大学文学院、教育系、物理系和震旦大学教育系陆续并入，并从交通大学、同济大学、复旦大学、浙江大学等校调入数学、物理、化学、生物等学科的教师多人。同时将数学、物理、化学三系设在原圣约翰大学旧址，称华东师大分部。原圣约翰大学理学院院长陈联磐任华东师大校务委员会委员、化学系副主任，原圣约翰大学数学系主任魏宗舒任华东师大校务委员会委员、数学系和数理统计系教授，原沪江大学化学系主任唐宁康任华东师大化学系主任，同济大学理学院代理院长、数学系主任程其襄任华东师大数学分析教研室主任。成立之初的华东师范大学，以圣约翰大学的师生人数为最多。
在院系调整中，华东师范大学参与了华东化工学院的筹建工作，并调出部分师资支援其他高校。如体育系调出，参与组建华东体育学院（现上海体育学院）；音乐系并入北京艺术师范学院（今中国音乐学院），部分教授调往上海音乐学院；化学系多位教授先后调往华东化工学院（现华东理工大学）、浙江农学院（今属浙江大学农业生命环境学部）。院系调整后，由华东十余所高等学校有关系科合并组成的华东师大，汇聚了华东地区最著名的一批专家学者，成为一所文理科综合性大学，从此跻身全国一流名校之列。1959年3月，华东师范大学被中共中央、国务院指定为首批16所国家重点大学之一，并开始培养研究生。

### 文化大革命和上海师范大学时期（1966-1980年）

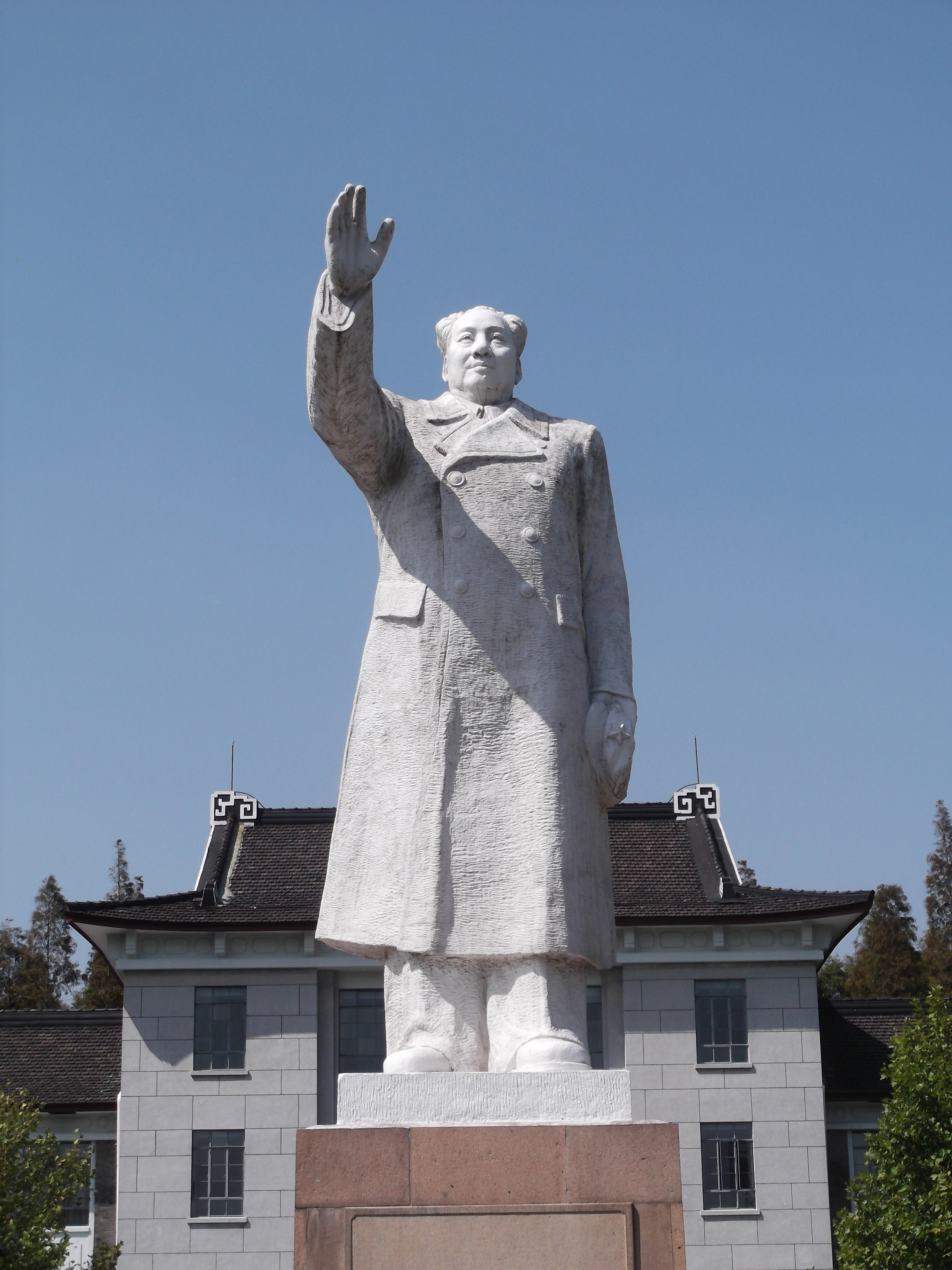
中山北路校区毛泽东塑像

华东师范大学在文化大革命时期陷入一片混乱，1966年到1969年连续4年没有招生，直到1970年才开始小规模招生。
1966年8月，批斗“牛鬼蛇神”之风席卷华东师大。8月4日下午，华东师大学生给批斗对象戴高帽子，鸣锣游斗。这一天全校共揪斗194人，占全校教职工11%，3人自杀而死，2人自杀获救。9月15日，华东师范大学红卫兵在天安门广场受到了毛泽东的接见。1967年5月31日，华东师大“红卫兵新师大师”决定，在校园内塑造毛泽东的巨型塑像，并把这一工程称作“九·一五工程”。1967年9月15日，毛泽东塑像落成。1968年1月15日，张春桥来到华东师大，在“九·一五”广场发表了即兴演讲，使华东师大成了上海批判“右倾翻案风”的重点单位。
1972年2月21日，华东师大地理系地质教研室和地貌教研室全体人员34人和全部设备调往同济大学建立海洋地质地貌专业；5月，上海师范学院、上海半工半读师范学院、上海教育学院、上海体育学院、华东师范大学五校合并，学校改名为上海师范大学，使用华东师范大学现校址。1978年10月，上海师范大学仪表电子分校成立，之后更名为华东师范大学仪表电子分校（今上海大学）。
1978年，刘佛年任上海师范大学校长，上海师范学院、上海教育学院和上海体育学院从上海师范大学分离，相继复校。1978年2月17日，国务院转发教育部《关于恢复和办好全国重点高等学校的报告》，确定华东师大为文革后第一批全国重点高等学校。1980年8月15日，经教育部批准恢复华东师范大学校名，“上海师范大学”印章作废，启用“华东师范大学”印章。
文革时期，华东师大的科研工作遭到严重摧残，但依然取得了一批科研成果。1970年,华东师大“671”科研组在国际上首先从海水中提取到30克铀，得到了时任国务院总理周恩来的高度评价；1971年，华东师大光学组建立了在国内居领先水平的管道气体传输模拟实验室。华东师范大学外语系（今外语学院）在70年代曾被外界誉为“大使培训班”，为中国的外交战线培养了一批优秀人才。

### 1980年后的华东师范大学

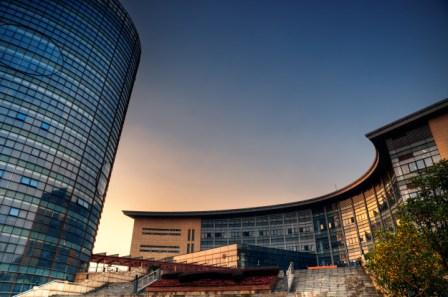
闵行校区图书馆

20世纪80年代，华东师范大学进入了新的发展期，并利用传统支柱学科基础好的优势，建立起了一批新的专业和研究机构。1986年成立了研究生院，逐渐从一所传统意义上的师范大学发展成为一所综合性研究型大学。中国现当代文学研究的重镇华东师大中文系，时有“中国批评家摇篮”的称号。1980年10月，中国教育部召开全国高等学校党委书记会议，根据邓小平的指示，决定在华东师范大学试行党政分开，是当时全国唯一的试点高校。
1989年八九学运爆发。4月，华东师范大学校内就出现了第一张号召游行的大字报。5月2日晚，以华东师大为首的部分高校学生进行游行，并以“上海市高校学生自治联合会”名义向市人大常委会和市政府提出有关要求。3日，上海市委报告称：华东师范大学、复旦大学、同济大学当天三校均已有三分之二的人罢课。9月8日，上海市委副书记吴邦国视察华东师大，与师生就学运事件和思想政治工作等进行座谈。
1996年，华东师范大学被列入“211工程”国家重点建设大学行列。1997年5月20日，国家教委和上海市政府签署关于重点共建华东师范大学的协议。2002年，启动闵行校区规划建设，2006年学校主体搬迁到闵行校区。2006年9月，教育部和上海市决定重点共建华东师大，学校进入国家“985工程”重点建设高校行列。2011年3月，由华东师范大学和美国纽约大学合作创建的上海纽约大学在上海陆家嘴金融贸易区奠基，这也是第一所中美合作成立的国际化大学。
2020年6月28日，华东师范大学成立社会主义历史与文献研究院。这是中國高校首个跨学科的社会主义历史研究院。

## 传统与文化
|                              | 现代大学的理想，就是智慧的创获、品性的陶熔、民族和社会的发展。 |
| ——华东师范大学首任校长孟宪承 |                                                                |

### 校训
华东师范大学的校训是“求实创造，为人师表”。1990年，华东师范大学即将建校满40周年之际，时任校长袁运开提出将“求实创新，为人师表”定为校训。副校长张瑞琨则认为“创造”比“创新”更能体现大学的务实精神。“求实创造”是大学服务社会的显著品格，体现了恪尽职守，忠于事业的“敬业”精神和“天下兴亡，匹夫有责”的责任担当。“为人师表”出自《北齐书·王昕传》：“杨愔重其德业，以为人之师表”，教育人们以德为先，崇德向善。

### 校徽

1987年版校徽

华东师范大学最初的校徽为方圆型，1987年3月2日校长办公会议后决定采用，当时是为了迎接加拿大总督让娜·索韦（1987年3月25日）对华东师大的访问而制作的。校徽顶端的“蓓蕾”代表着人才的产生与成长；其下的“S”型代表着成材的道路。校徽寓意着华东师范大学作为人才成长道路的基石，精心呵护着人才茁壮成长。
华东师范大学现行校徽以“华”、“东”两字及校树水杉作为基础造型元素。“华”代表华东师大前身——大夏大学和光华大学，取“华夏”之意；“东”则有中国东部、世界东方之意；同时融入“水杉”形象，寓意“十年树木，百年树人”；色调采用深红色。新校徽于2011年华东师大60周年校庆前启用。

### 校歌
《华东师范大学校歌》由华东师大终身教授、博士生导师王晓玉作词；作曲是中国国家一级作曲家、曾任交响音乐《智取威虎山》 创作组组长的奚其明。校庆活动时亦同时演奏《大夏大学校歌》和《光华大学校歌》。
- 校歌联唱

### 校庆

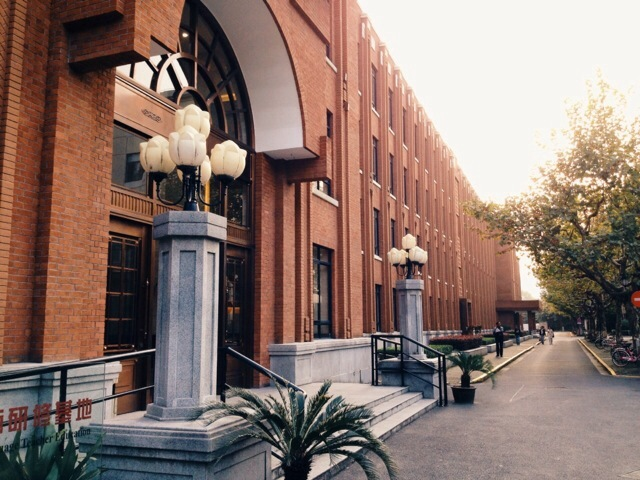
国际汉语教师研修基地

华东师范大学每年10月16日举行校庆活动，大夏大学建校日（6月1日）和光华大学建校日（6月3日）为学校的纪念日。2011年华东师范大学60年校庆之际，同时庆祝了大夏大学建校87周年、光华大学建校86周年。

### 校树、校花、吉祥物

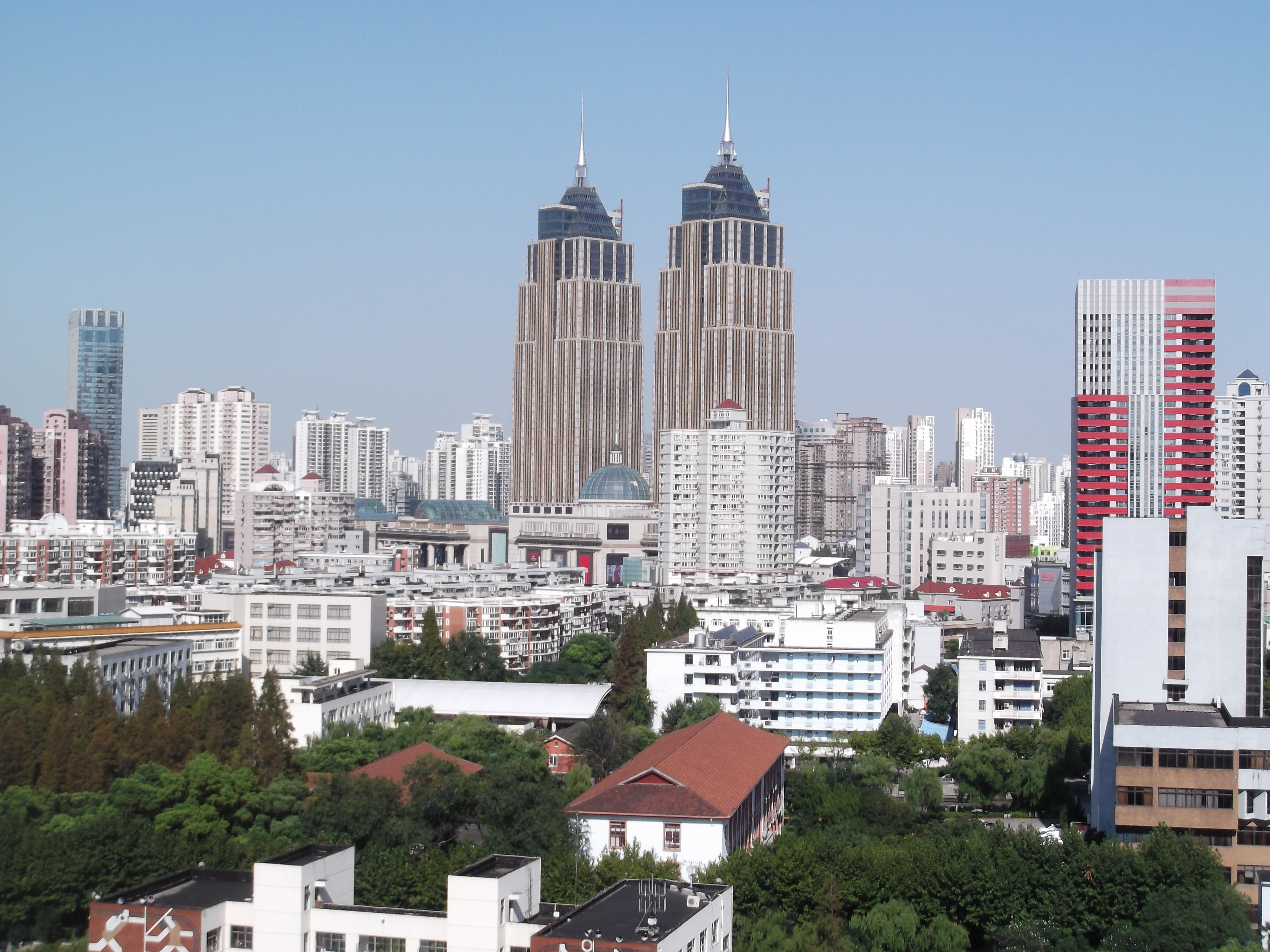
中山北路校区远景

华东师大的校树是水杉。水杉形态挺拔，易育成才，符合大学的品质，是校内的分布最多的树种。校花是荷花，在中山北路校区丽娃河等水系里多有种植。“荷”与“和”、“合”谐音，“莲”与“联”、“连”谐音，取和平、合作、团结、联合之意，荷花亦象征着纯洁高贵，符合大学人文气质。华东师范大学的吉祥物为“师大狮”，其创意取自校名中“师”字谐音，以及作为“百兽之王”其蕴含的特征元素。

## 历任校长
1951年，时任华东军政委员会教育部部长孟宪承兼任华东师大第一任校长，1952年起专任校长直至1966年。刘佛年是文化大革命后的首位校长，1984年被国务院总理赵紫阳任命为华东师范大学名誉校长。
| 任数   | 校长   | 在任时间              | 备注                                                                         |
| ------ | ------ | --------------------- | ---------------------------------------------------------------------------- |
| 第一任 | 孟宪承 | 1952年1月－1966年     | 教育家，时任华东军政委员会教育部部长。                                       |
| 第二任 | 刘佛年 | 1978年8月－1984年6月  | 教育家，哲学家。1984年任华东师范大学名誉校长。                               |
| 第三任 | 袁运开 | 1984年7月－1992年12月 | 教育家，科学史家。曾任华东师大副校长，是当时中国大陆高校第一位民选的副校长。 |
| 第四任 | 张瑞琨 | 1992年12月－1997年1月 | 教育家，物理学家。                                                           |
| 第五任 | 王建磐 | 1997年1月－2005年12月 | 数学家，是中国培养的首批18位博士之一。                                       |
| 第六任 | 俞立中 | 2006年1月－2012年7月  | 后转任上海纽约大学首任校长，法国荣誉军团勋章获得者。                         |
| 第七任 | 陈群   | 2012年7月－2018年1月  | 物理学家，后转任上海市副市长、中国民主同盟中央副主席。                       |
| 第八任 | 钱旭红 | 2018年1月－           | 中国工程院院士，现任校长。                                                   |

## 学校现状

### 院系设置

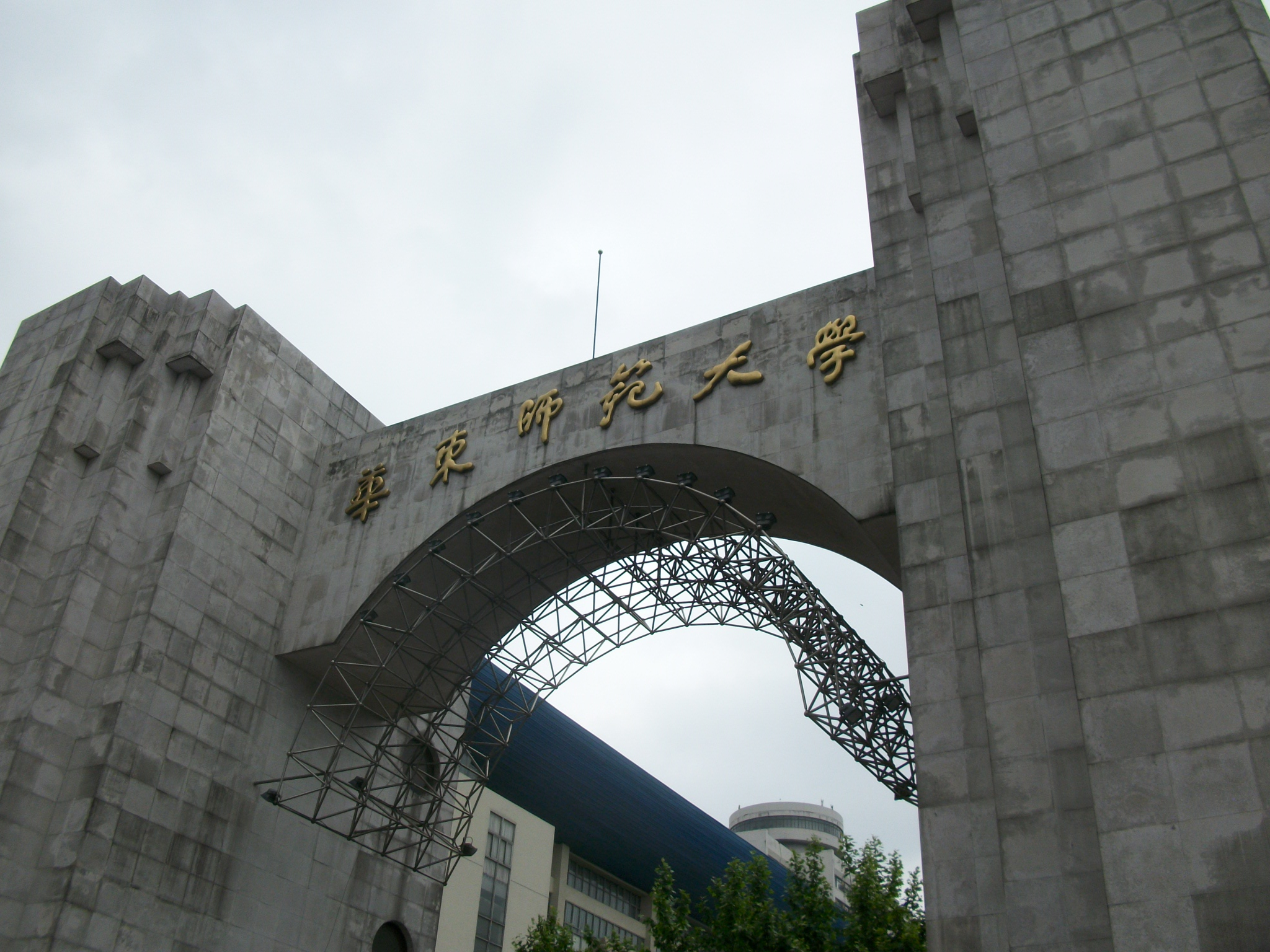
中山北路校区正门

华东师范大学成立之初，以培养“百万人民教师”为宗旨，设教育、中文、外文、历史、数学、物理、化学、生物、地理、音乐、体育等11个系。1953年受教育部委托开办了多个专业的研究生班。1965年还招收了来自越南的留学生210多名，开始了留学生教育工作。
在院系调整和学科发展后，华东师大从20世纪80年代开始逐渐向综合性、研究型大学转型。目前设有4个学部：地球科学学部、教育学部、经济与管理学部、信息学部；29个全日制学院：人文社会科学学院（中国语言文学系、历史学系、哲学系、政治学系）、马克思主义学院、法学院、社会发展学院、外语学院、国际汉语文化学院、心理与认知科学学院、体育与健康学院、传播学院、音乐学院、美术学院、设计学院、数学科学学院、物理与材料科学学院、化学与分子工程学院、生命科学学院、信息科学技术学院、计算机科学与软件工程学院、数据科学与工程学院、地理科学学院、城市与区域科学学院、生态与环境科学学院、海洋科学学院、教师教育学院、经济学院、工商管理学院、公共管理学院、统计学院、亚欧商学院；4个书院：孟宪承书院、经管书院、大夏书院、光华书院；8个实体研究院：思勉人文高等研究院、国际关系与地区发展研究院、河口海岸科学研究院、城市发展研究院、国家教育宏观政策研究院、转化科学与技术联合研究院、崇明生态研究院、脑科学与教育创新研究院；2个国家重点实验室：河口海岸学国家重点实验室、精密光谱科学与技术国家重点实验室；2个管理型学院：开放教育学院/上海教师发展学院、创新创业学院。另有设在学校的教育部中学校长培训中心。

### 研究机构
1952年，华东师范大学就成立了研究部，推进学校科学研究。目前华东师大建立了多所研究机构，其中包括河口海岸学、精密光谱科学与技术2个国家重点实验室，5个教育部重点实验室，8个上海市重点实验室。还在浙江省宁波市设立了浙江天童森林生态系统国家野外科学观测研究站，并与美国康奈尔大学、纽约大学、法国巴黎高等师范学校等世界一流大学合作成立了联合研究机构。2001年，华东师大冷战国际史研究中心成立，是中國第一个以冷战史为研究主题的学术机构，沈志华出任中心主任。

### 附屬醫院
2019年5月，华东师范大学与长宁区政府签约，共建华东师范大学附属妇幼保健院（原上海市长宁区妇幼保健院）、华东师范大学附属精神卫生中心（原上海市长宁区精神卫生中心）。2020年5月，依托安徽省芜湖市第二人民医院建立的华东师范大学附属芜湖医院揭牌，成为华东师大直属的第一家三级甲等医院。

### 国际合作

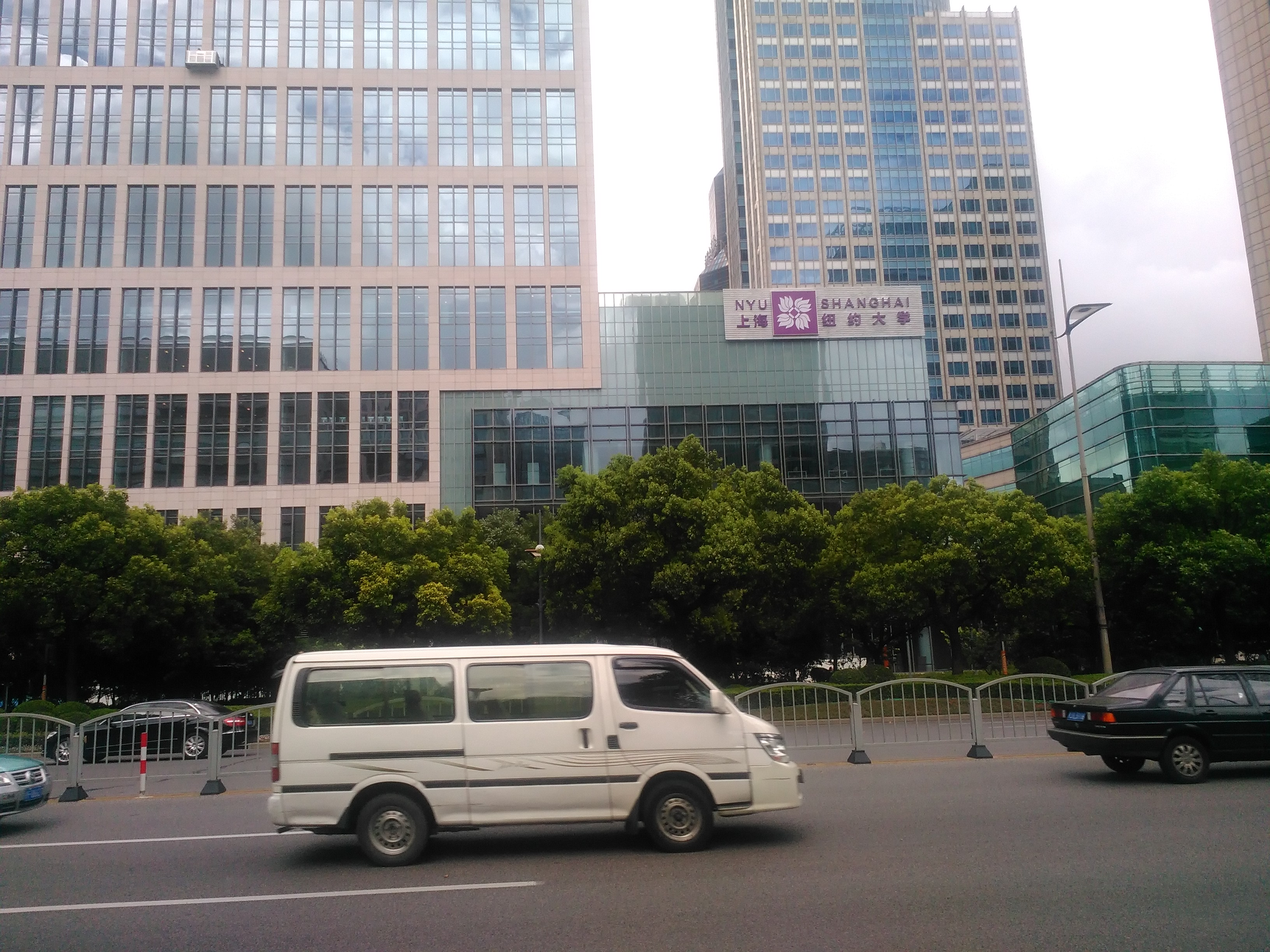
位于上海浦东陆家嘴的上海纽约大学

2001年10月，法国巴黎高师、里昂高师和加香高师三所大学的校长代表法国高师集团访问华东师范大学，参加华东师大50周年校庆。2002年7月，华东师大与法国高师正式签订了合作办学的协议，正式开启了中外联合培养研究生的新模式。2004年，华东师范大学教育科学学院与美国宾夕法尼亚大学教育学院开始联合培养博士。2007年，法国里昂高等商学院在华东师大校园内成立亚洲校区。2009年8月1日，华东师范大学与美国康奈尔大学联合建立的“比较人文研究中心”正式揭牌。
2012年10月15日，华东师大与美国纽约大学建设的国内首所中美合作国际化大学——上海纽约大学在上海陆家嘴揭牌成立，华东师范大学原校长俞立中任校长，康奈尔大学原校长、北京大学国际法学院创始院长杰弗里·雷蒙任常务副校长，耶鲁大学神经生物学教授汪小京任教务长。牛津大学校长安德鲁·汉密尔顿（Andrew Hamilton）对此评价“具有历史意义”，并说这是中美两所最具改革创新意识高校之间的联合。
2012年10月24日，华东师范大学与比利时鲁汶大学(荷语)共同成立中欧文化研究中心，致力欧洲视野下的中国研究和中国视野下的欧洲研究。11月6日，华东师范大学与德国柏林洪堡大学合作成立的“跨文化教育与交流研究中心”成立。该中心也是德国洪堡大学与其他国外高校第一次共同合作成立的研究中心。2012年11月9日，华东师范大学与加拿大不列颠哥伦比亚大学（UBC）共建的“ECNU-UBC现代中国与世界联合研究中心”揭牌。
在推进国际化的进程中，华东师范大学特别设立了国际教育园区，使得本校学生可以在不同教育文化背景下，参与国际学生群体共同学习，选择课程。同时，学校也创造多种机会把本科生送到国外学习和交流。学校还在美国、意大利等国家协办了8所孔子学院。2008年，国家汉办国际汉语教师研修基地在华东师大成立。

### 排名声誉
华东师范大学是中国最著名的大学之一，与复旦大学、上海交通大学、同济大学并称“沪上四大名校”，這四所大學也是上海的4所入選985工程的大學。

## 校园环境
华东师范大学拥有中山北路校区和闵行校区，中山北路校区历史最为悠久，系原大夏大学旧址。

### 中山北路校区
华东师范大学中山北路校区，位于上海市普陀区中山北路3663号，临近长风公园。校园内有上海著名的丽娃河（西班牙語：Rio Rita)，丽娃河遂成为华东师范大学的代名词，学生常以“丽娃学子”自称。
华东师范大学校园系原大夏大学旧址。现存大夏大学时期的主要建筑有：主教学楼群贤堂，大礼堂思群堂，原生物实验楼和化学实验楼等。大夏大学旧址为普陀区文物保护单位，华东师范大学早期建筑（包括老干部活动中心、办公楼、地理馆和毛泽东像等）为普陀区文物保护点。2015年，华东师范大学办公楼和思群堂被列入上海市优秀历史建筑名单。

### 闵行校区
华东师范大学闵行校区于2004年正式启用，位于闵行紫竹国家高新技术产业开发区内，距离中山北路校区30公里。东侧为吴泾镇，东南端有东海学院嵌入，西起莲花南路（莲花南路以西为上海交通大学闵行校区），东至虹梅南路，北临剑川路，南靠东川路，占地总面积为1821.42亩。校区被樱桃河贯穿，上粮七库专用线将校区分成南、北两块，学生公寓及相应配套的生活设施布置在北块的生活区内，办公、教学、科研、体育活动场地等功能均布置在南块的校区内。此外，在虹梅南路以东，有占地249.99亩的研究生和教师公寓。闵行校区每间寝室均配有空调，华东师大也因此成为中国大陆所有大学中首家为学生大范围装配空调的高校。

### 师大八景

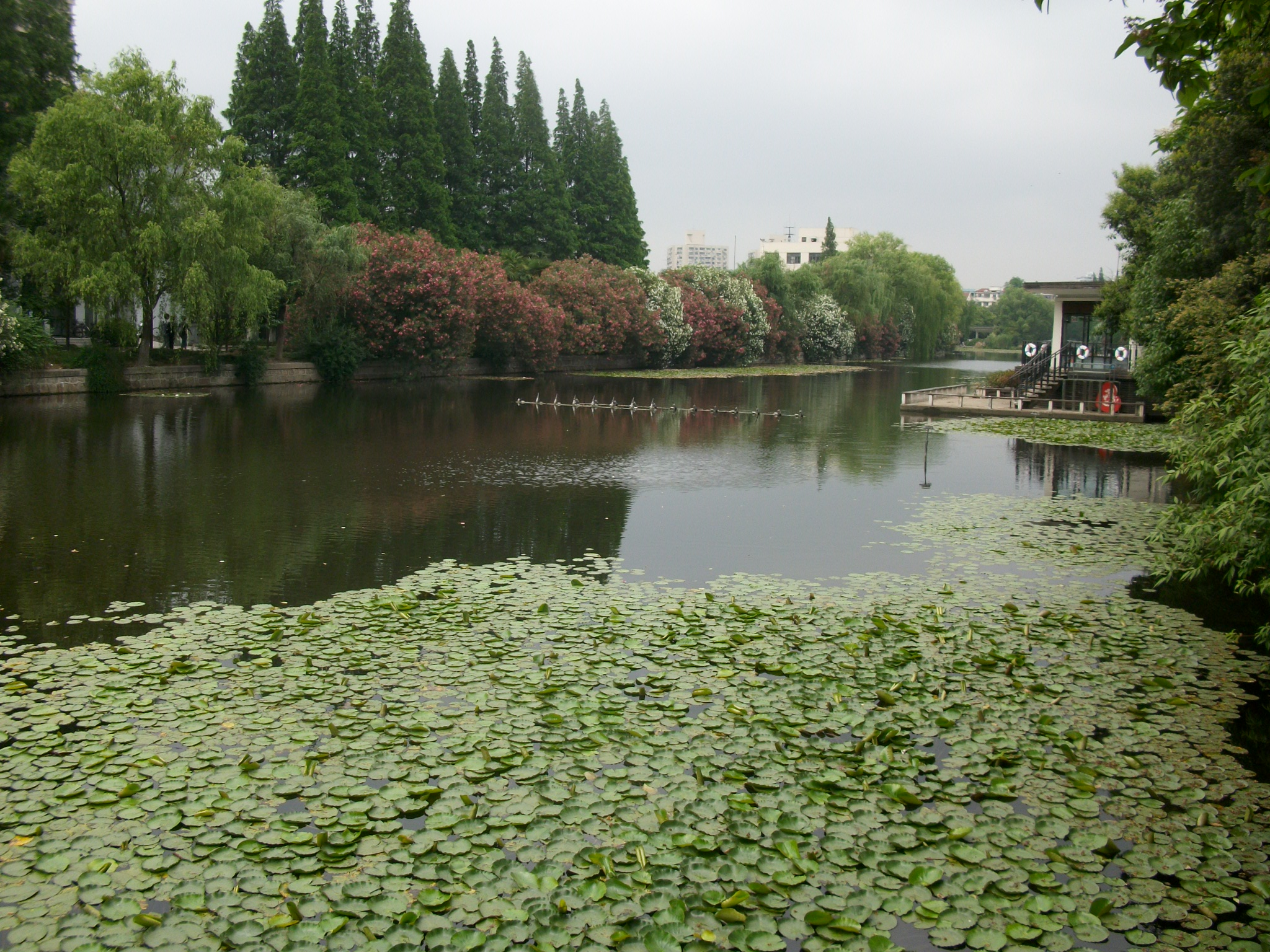
丽娃河，茅盾长篇小说《子夜》的背景地之一

“师大八景”位于中山北路校区，2003年由全校师生投票选出。
- 夏雨飞烟
- 古木清晖
- 书海掇英
- 河塘挹翠
- 石径花光
- 三馆迎绿
- 水榭观虹
- 园丁小筑

## 知名校友
根据《华东师范大学章程》第六十三条，华东师范大学校友是指在曾在华东师范大学（含历史上组成或并入的有关学校）学习或工作过的学生和教职工，以及被学校授予各种荣誉学位和荣誉职衔的中外各界人士。
华东师范大学校友会正式成立于2013年，是教育部业务主管、民政部登记注册的全国性非营利法人社团。校友会成立大会于2013年9月20日举行，大夏大学、光华大学和圣约翰大学校友代表出席了成立大会。2015年10月，圣约翰大学北京校友会并入华东师范大学校友会。

### 政界
中国政界的知名校友包括：国家副主席韩正、国家副主席李源潮、全国政协主席王沪宁、中国驻美国大使崔天凯、湖南省委书记杜家毫、云南省委书记陈豪和上海市人大常委会主任殷一璀。

### 学术界
华东师范大学校友中包括两院院士乔登江、陈吉余、何鸣元、何积丰、麻生明、张经、刘伯里、汪品先、宋大祥、薛永祺、席南华、唐崇惕、匡定波等。培养了一大批知名大学的校长，如北京师范大学原校长陆善镇，华东理工大学原校长王行愚，上海纽约大学校长俞立中，上海财经大学党委书记马钦荣，陕西师范大学校长游旭群等。

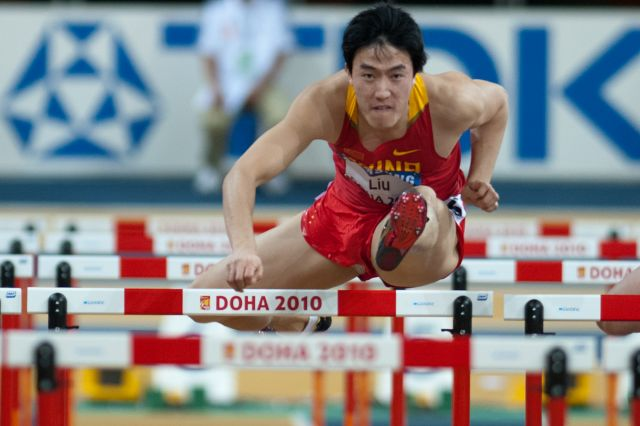
刘翔

### 商界
金融界中著名的华东师范大学校友有交通银行行长彭纯、光明乳业总裁王佳芬，美的集团董事长方洪波，分众传媒创始人江南春，香港亚洲电视主要投资者王征，奥创集团总裁汤亮等。

### 文艺体育界
华东师范大学体育界的校友有首位获得奥运会田径男子短跑冠军的亚洲人刘翔。华东师范大学文艺界的校友中有中国中央电视台主持人董卿、凤凰卫视时事评论员邱震海等。

## 流行文化中的华东师大
上海的高校里一直有“吃在同济、玩在复旦、住在交大、爱在华师大”的说法。2004年秋季，上海时尚周报《外滩画报》将华东师大的丽娃河，与外滩、浦东滨江、康平路、余庆路、复兴公园、911路、上海博物馆等一起，并列为上海恋爱的十大地标。而原华东师范大学党委书记张济顺对此理解为：“男女之爱是小爱，华东师大之爱是教育之爱、社会之爱、祖国之爱，是大爱。”

### 虚构校友
在电视连续剧《情深深雨濛濛》中，林心如饰演的陆如萍是上海圣约翰大学中文系的学生。在现实中，约大中文系后并入华东师范大学。在被中国网友称作“2016年第一首神曲”的《张士超你到底把我家钥匙放哪里了》的歌词里则提到了“你带着姑娘去了闵行”和“华师大的姑娘”。

### 影视作品取景地
在华东师范大学取景的作品包括：朱孝天、梁咏琪主演的电影《情牵一线》（2003年）；周迅、黄晓明主演的电影《撒娇女人最好命》（2014年）；胡歌主演的电视剧《大好时光》（2015年）；林俊杰主演的音乐影片《表达爱》（2009年）；中国中央电视台公益广告《爱是我们一生的课程》等。